# Coloradia loiperda
Coloradia loiperda är en fjärilsart som beskrevs av Dyar 1912. Coloradia loiperda ingår i släktet Coloradia och familjen påfågelsspinnare. Inga underarter finns listade i Catalogue of Life.